# حمید احمدی (سیاست‌پژوه)
‌حمید احمدی (زاده ۱۳۳۶ - مشهد) پژوهشگر و نظریه‌پرداز علوم سیاسی اهل ایران است. آثار متعدد او در زمینه‌های هویت، مسائل خاورمیانه و جامعه‌شناسی سیاسی مورد توجه محافل علمی بوده‌است. احمدی برنده نخستین دوره جایزه بین‌المللی حمید عنایت بوده و در ردیف پژوهشگران برجسته دانشگاه تهران قرار دارد.

## زندگی
حمید احمدی در سال ۱۳۳۶ در مشهد به دنیا آمد. تحصیلات متوسطه را در همان‌جا ادامه داد و در سال ۱۳۶۳ برای تحصیل در رشتهٔ علوم سیاسی به دانشگاه تهران رفت و سپس تحصیلات خود را در کانادا ادامه داد. او در سال ۱۳۷۴ در دانشگاه کارلتون کانادا از پایان‌نامه خود با موضوع «سیاست ناسونالیسم قومی در ایران» دفاع کرد. احمدی در سال‌های ۱۳۶۰ تا ۱۳۶۹ به‌عنوان تحلیلگر و مترجم مسائل خاورمیانه در مطبوعات فعالیت می‌کرد. او هم‌اکنون پژوهشگر ارشد و مدیر گروه کشمکش و همکاری در خاورمیانه در مرکز مطالعات استراتژیک خاورمیانه و سردبیر فصل‌نامه مطالعات خاورمیانه است. حمید احمدی استاد تمام علوم سیاسی دانشگاه تهران است. او همچنین سابقه تدریس در دانشگاه لیون فرانسه و دانشگاه فنی خاورمیانه ترکیه را نیز دارد.

## آثار
حمید احمد دارای تالیفات و ترجمه‌هایی در حوزه علوم سیاسی و روابط بین‌الملل است. از این استاد دانشگاه تهران تاکنون ۱۵ تألیف و ۱۸ ترجمه منتشر شده‌است. او همچنین دارای مقالاتی به زبان‌های فارسی، انگلیسی و عربی است.
تالیفات
- کشمکش‌های منطقه‌ای و بین‌المللی در خاورمیانه و شمال آفریقا (۱۴۰۲)
- سیاست و حکومت در خاورمیانه (غرب آسیا) و شمال آفریقا (۱۴۰۰).
- قومیت و قومیت گرایی در ایران: از افسانه تا واقعیت (۱۳۹۷)
- مدیریت سیاسی بحرانهای قومی (۱۳۹۶).
- جامعه‌شناسی سیاسی جنبش‌های اسلامی (۱۳۹۶)
- سیر تحول جنبش‌های اسلامی از نهضت سید جمال تا بیداری اسلامی (۱۳۹۳)
- بنیادهای هویت ملی ایران (۱۳۹۰)
- سیر تحول جنبشهای اسلامی از نهضت سلفیه سید جمال تا بیداری اسلامی (۱۳۹۰).
- روابط فرهنگی جمهوری اسلامی ایران و همسایگان: ایران و ترکیه. احمدی حمید (۱۳۸۹).
- بنیادهای هویت ملی ایرانی. احمدی حمید (۱۳۸۸).
- روابط ایران و عربستان در سده بیستم (دوران پهلوی). احمدی حمید (۱۳۸۶).
- تشیع در شعر پارسی (۱۳۸۶)
- دمکراسی انجمنی و ثبات سیاسی در جوامع ناهمگون بررسی تجربه لبنان. احمدی حمید (۱۳۸۵).
- مهاجمان سرحد. احمدی حمید (۱۳۸۳).
- ازفراسوی مرزها بازتاب جهانی اندیشه‌های شریعتی. احمدی حمید (۱۳۸۳).
- سیری در اندیشه حزب بعث در جهان عرب (۱۳۶۰)

ترجمه‌ها
- هویت ایرانی از دوران باستان تا پایان پهلوی، نوشته احمد اشرف (۱۳۹۵).
- جنبشهای اسلامی معاصر در جهان عرب، هرایر دکمجیان (۱۳۹۵)
- تراژدی علوم سیاسی. نوشته دیوید ریچی (۱۳۹۴).
- پیامبر و فرعون: جنبشهای نوین اسلامی در مصر، ژیل کویل (۱۳۸۴)
- پانترکیسم؛ یک قرن در تکاپوی الحاقی‌گری، نوشته جیکوب لاندو (۱۳۸۲)
- فرهنگ علوم سیاسی آکسفورد. ایان مک‌لین (۱۳۸۱).
- بلشویک‌ها و نهضت جنگل، مویسی پرسیتس (۱۳۸۰).
- شریعتی در جهان، مجموعه نویسندگان(۱۳۸۰)
- اسرار کودتا: اسناد CIA دربارهٔ سرنگونی دولت مصدق، دونالد ویلبر (۱۳۸۰)
- مهاجمان سرحد: رویارویی نظامی انگلستان با سرداران بلوچ ایرانی، جیمز بیل (۱۳۷۸)
- جنبش‌های اسلامی معاصر در جهان عرب. هرایر دکمجیان (۱۳۷۷).
- سیا و جعل اسناد، فیلیپ اگی (۱۳۷۲)
- سیاست خارجی آمریکا در خاورمیانه، زبیگنیف برژینسکی (۱۳۶۸)
- تاریخ انقلاب فلسطین، ویلیام کوانت (۱۳۶۲)
- تروریسم صهیونیستی در فلسطین اشغال شده، غازی خورشید (۱۳۶۳)
- اسناد سقوط شاه و گروگانگیری، زبیگنیف برژینسکی (۱۳۶۲)
- ناسیونالیسم، سوسیالیسم و کمونیسم در جهان عرب، مجید خدوری (۱۳۶۱)
- تجدید حیات سیاسی اسلام، مجید خدوری (۱۳۶۰)
- جنگ مخفی در لائوس، فرد برانفمن (۱۳۵۹)

تالیفات مشترک با دیگران
- اخلاق و روابط بین‌الملل، جمعی از نویسندگان (۱۳۹۰).
- سرمایه اجتماعی و وضعیت آن در ایران. جمعی از نویسندگان (۱۳۹۰).
- خاورمیانه پژوهی. جمعی از نویسندگان (۱۳۸۹).
- ایران: هویت، ملیت و قومیت. جمعی از نویسندگان (۱۳۸۳).

## دیدگاه‌ها
او از مدافعان ایده هویت ایرانی و منتقد تجزیه طلبی گروه‌های قومی در ایران است. هویت و تمامیت ارضی ایران در آثار او برجسته است. احمدی معتقد است هویت ملی در ایران متاخر تر از ایده دولت ملت در غرب بوده و بحث بازسازی ایده ایرانشهر به مثابه یک سازه معنایی در تاریخ ایران سابقه دارد.
حمید احمدی منتقد گروه‌های است که: از مسایل اقوام ایرانی به صورت ابزار رای آوردن و ایجاد پایگاه و حامی در انتخابات استفاده می‌کنند. او از جمله منتقدان نظام دانشگاهی و مدرک گرایی در نظام دانشگاهی ایران بوده و معتقد است دانشگاه به «مرکز رانت خواری نخبگان سیاسی در داخل حکومت شده‌است. برخی صرفاً به خاطر علاقه‌های سیاسی و اجتماعی، و نه علمی، وارد علوم انسانی شده‌اند».